# Neurocallis pinnata
Neurocallis pinnata là một loài thực vật có mạch trong họ Pteridaceae. Loài này được (T. Moore) T. Moore mô tả khoa học đầu tiên năm 1857.